# WIMS 2.0
WIMS 2.0 (Web 2.0 e IMS) es una iniciativa promovida por Telefónica, que persigue la convergencia entre el mundo Web 2.0 y la nueva generación de servicios multimedia de telecomunicaciones basados en IMS (IP Multimedia Subsystem), con el objetivo de generar nuevos servicios y aplicaciones innovadoras, atractivas y en las que el usuario es la clave. Estos servicios combinarán características tanto de la Web como del mundo Telco. Por un lado, características relevantes para el usuario como la interactividad, ubicuidad, orientación y participación social o generación de contenido serán adoptadas desde los servicios Web 2.0, mientras, por otro lado, IMS complementará las funcionalidades de los servicios WIMS 2.0 con capacidades de telefonía multimedia, media sharing, push to talk, presencia y contexto, agenda de contactos en línea, etc., siendo todas estas características válidas para redes de telecomunicaciones móviles, fijas o convergentes. Para una mayor versatilidad, riqueza de servicios y aplicabilidad en el corto plazo, WIMS 2.0 considera también el uso de capacidades telco pre-IMS, como la mensajería SMS/MMS, las llamadas y videollamadas basadas en circuitos, agendas en red, etc.
WIMS 2.0 abarca las estrategias, tecnologías y plataformas de servicios que permitan a los operadores de telecomunicaciones lograr la convergencia con los innovadores servicios Web 2.0 en redes All-IP. Siguiendo la revolución que ha supuesto la Web 2.0 y otras iniciativas como Telco 2.0, se recomienda un cambio en el modelo de negocio tradicional de los operadores a través de la adopción de una filosofía open-garden centrada en el usuario (aumento de la apertura, flexibilidad y libertad en la prestación de servicios). IMS, junto con el conjunto de capacidades de servicio que lleva asociadas, se erige como la plataforma base para habilitar dicha convergencia y ser el motor del cambio de modelo de negocio.
WIMS 2.0 persigue un doble objetivo:
1.	El primero de ellos es que el operador ofrezca las capacidades telco hacia el entorno Web 2.0. Es decir, permitir el acceso a servicios IMS desde el mundo Web 2.0 mediante:
a.	Incorporación de capacidades telco en servicios Web 2.0
i.	1.1 Mashup basado en widgets o PSEs (Portable Service Elements)
ii.	1.2 Mashup basado en APIs
b.	Nuevas formas de publicación de contenidos en Web 2.0
i.	1.3 Generación y publicación de user-generated content habilitada por IMS
2.	El segundo de los objetivos permitiría a los operadores enriquecer su oferta con la tecnología y servicios disponibles en el mundo Web 2.0 mediante:
a.	Contenidos y eventos Web 2.0 en los servicios del operador
i.	2.1 Suscripción y Distribución de Contenidos/Eventos Web 2.0
b.	Interfaces web para la prestación de servicios IMS
i.	2.2 Creación de aplicaciones en línea (terminal virtual)
- Datos: Q2885302